# Jeroen Felix
Jeroen Felix (Boxtel, 1961) is een Nederlands hoboïst en dirigent.

## Biografie

### Jeugd en studie
Felix werd geboren in Boxtel en groeide op in een muzikaal katholiek gezin. Zijn vader was daar directeur van een muziekschool en zong in het mannenkoor "Cantasona". Hierdoor werd bij hem muziek de paplepel ingegoten. Hij kreeg als kind blokfluitles maar stapte al snel over naar de hobo. Hij volgde zijn lessen aan het Sweelinck Conservatorium in Amsterdam bij Koen van Slogteren. Hij behaalde daar in 1989 zijn diploma. Daarnaast volgde hij diverse cursussen op gebied van koor- en orkestdirectie.

### Loopbaan
Felix werd begin jaren 90 dirigent van de Sint-Catharinakerk in Eindhoven en gaf tevens hobolessen. Hierna werd hij dirigent van de kamerkoren "Musica Vocalis" in Uden en het "Helmonds Vocaal Ensemble". In 1996 werd hij rector cantus van de Schola Cantorum  in de Sint-Janskathedraal in ’s-Hertogenbosch. Voor zijn lange prestatie voor methodisch zangonderricht aan kinderen ontving hij in 2005 de Anjer Kinderkoor Zangprijs. Hij geeft zowel in het binnen- als in het buitenland vele concerten. Sinds 2006 dirigeert hij ook het ensemble Bach Collegium in Den Bosch. Op 21 januari 2018 werd hij door burgemeester Elly Blanksma in de Sint Trudokerk in Stiphout benoemd tot ridder in de Orde van Oranje-Nassau. Op 30 oktober 2021 werd ontving hij bij zijn 25-jarig jubileum als rector cantus en als dirigent van Scola Cantorum de "Floris van der Putt-penning". Een onderscheiding van het Bisdom 's-Hertogenbosch.